# Österreichischer Bauherrenpreis 1995
Mit dem Österreichischen Bauherrenpreis der Zentralvereinigung der Architekten Österreichs wurden im Jahr 1995 die folgenden Projekte ausgezeichnet:
| Realisierung                                                                                  | Bauherr | Planer                                                               |
| --------------------------------------------------------------------------------------------- | --- | -------------------------------------------------------------------- |
| Wohnbau Carl-Spitzweg-Gasse in Graz-St. Peter                                                 | Miteigentümergemeinschaft Carl-Spitzweggasse mit K. Wild                                                              | Volker Giencke                                                       |
| Kärntner Landesausstellung 1995 in Hüttenberg: Grubenhunt und Ofensau. Vom Reichtum der Erde. | Amt der Kärntner Landesregierung, F. Leitner, Landeshauptmannstellvertreter und Kulturlandesrat Michael Ausserwinkler | Günther Domenig                                                      |
| ›Schulschiff‹ Wien bei der Floridsdorfer Brücke                                               | Bundesministerium für Unterricht und Kunst mit Bundesminister Rudolf Scholten, F. Loicht, MR P. Leinwather            | B. Müller, Österreichische Schiffswerften AG Schiffswerft Korneuburg |
| Schulbauprogramm 2000 ›Architektenschulen‹                                                    | Stadt Wien, Stadtrat Hannes Swoboda, OSR D. Pal                                                                       |                                                                      |
| Doppelhauptschule Waidhausenstraße in Wien-Penzing                                            | Stadt Wien | Helmut Richter                                                       |
| Hauptschule Absberggasse in Wien-Favoriten                                                    | Stadt Wien | Rüdiger Lainer                                                       |
| Pavillon ›Gugelhupf‹ am Mondsee                                                               | W. Wörndl | H-P. Wörndl                                                          |